# Fundació Joan Maragall Cristianisme i Cultura
La Fundació Joan Maragall - Cristianisme i Cultura és una fundació eclesiàstica privada amb reconeixement civil que té com a objectiu treballar per la normalització de les relacions entre el cristianisme i la cultura contemporània o, dit d'una altra manera, treballar per la inculturació actual del cristianisme.
Des de l'octubre de 2023 la seva seu és al Palau de la Balmesiana.
Promoguda pel cardenal Narcís Jubany i un grup d'intel·lectuals cristians –com Josep M. Rovira Belloso, Josep M. Via Taltavull, Josep M. Ainaud de Lasarte, Jaume Lorés, Pere Lluís Font, Llum Delàs– , fou fundada a Barcelona el 1989. El 2024 celebrà el seu trenta-cinquè aniversari. És dirigida per un Patronat i té un consell assessor i un ampli grup de promotors. Manté relació amb centres europeus de referència de naturalesa anàloga.
Porta el nom de Joan Maragall, perquè vol inspirar-se en l'estil de relació entre fe i cultura que exemplifica aquest poeta. El seu camp d'actuació és especialment el món dels universitaris i dels intel·lectuals.
El 2009 la Fundació Joan Maragall Cristianisme i Cultura va rebre el Premi d'Honor Lluís Carulla, lliurat per la Fundació Carulla.
Des del novembre de 2016 és membre del Moviment Internacional d'Intel·lectuals Catòlics - Pax Romana (ICMICA/MIIC).
Actualment, Jaume Angelats Morató n'és el President, prenent el relleu de David Jou.

## Objectius, activitat i publicacions
La Fundació Joan Maragall (FJM) es dedica a fomentar el diàleg entre fe i cultura, entre experiència cristiana i l'entorn social contemporani, tot copstant els batecs espirituals de la cultura actual en totes les seves manifestacions, mirant de comprendre'n les orientacions i la fondària perquè aquest diàleg sigui fructífer. També es proposa promoure l'emergència d'un àmbit intel·lectual cristià, que es plantegi preguntes sobre el seu propi relat i llenguatge, a fi de presentar-lo –sobretot en els sectors més secularitzats de la societat– com una articulació de pensament.
La Fundació organitza propostes públiques —conferències, taules rodones, seminaris, tallers de lectura i altres— sobre aspectes amb dimensió cultural i religiosa. I ofereix seminaris temàtics, que voler esdevenir una oportunitat de trobada per a professionals i intel·lectuals interessats en l’aprofundiment i l’intercanvi de coneixement sobre algun àmbit específic.
És l'editora de Qüestions de Vida Cristiana: revista històrica —fundada a Montserrat el 1958— que pretén aportar elements reflexius sobre punts de vista i perspectives que afecten la persona, l’educació, la cultura, l’economia, la política, la filosofia, la ciència, la tecnologia, la teologia, l’espiritualitat i de la publicació periòdica Quaderns, per difondre i compartir els fruits del pensament elaborat per la FJM entorn de grans temes culturals.
Des des de l’any 1990 fins al 2020, la FJM va editar (primer amb l’Editorial Cruïlla i després amb Viena Edicions) la col·lecció de llibres “Cristianisme i Cultura”. Aquesta col·lecció —pionera en l’assaig religiós en llengua catalana— volia potenciar la creació de pensament i oferir una aportació intel·lectual per aquells que comparteixen una sensibilitat religiosa i una sensibilitat cultural
Històricament, la FJM va convocar el Premi Joan Maragall d’assaig sobre el tema de “Cristianisme i Cultura” (1990-2018) i els Ajuts a la Formació per suscitar vocacions de joves cristians que volguessin treballar en el camp del diàleg entre la fe cristiana i qualsevol dels àmbits de la cultura (tant en el camp de les ciències experimentals, de les ciències socials o de les humanitats), i ajudar-los a formar-se intel·lectualment (2001-2022).

## Patronat
El Patronat de la Fundació Joan Maragall està format per: Jaume Angelats Morató (President), Jaume Dantí Riu (Vicepresident), Miquel Calsina i Buscà (Secretari), Rosa Maria Alsina, Eloi Aran Sala, Neus Forcano Aparicio, Anna Eva Jarabo, Mar Pérez Diaz, Carles Torner Pifarré, Francesc Torralba Roselló, Antoni Matabosch Soler (President honorari), Pere Lluís Font (Patró emèrit), David Jou i Mirabent (Patró emèrit) i Josep M. Carbonell i Abelló (Patró emèrit).